# Olympische Sommerspiele 1968/Kanu – Vierer-Kajak 1000 m (Männer)
Die Wettkämpfe im Vierer-Kajak über 1000 Meter bei den Olympischen Sommerspielen 1968 wurden vom 22. bis 25. Oktober auf der Pista Olímpica Virgilio Uribe ausgetragen.
Es wurden drei Vorläufe und zwei Hoffnungsläufe ausgetragen. Danach folgten drei Halbfinalläufe und das Finale, das das Boot der Norweger gewann.

## Ergebnisse

### Vorläufe
Die jeweils ersten drei Boote qualifizierten sich für die Halbfinals, die restlichen Boote für den Hoffnungslauf.

#### Lauf 1
| Rang | Athleten                                                             | Nation     | Zeit       |
| ---- | -------------------------------------------------------------------- | ---------- | ---------- |
| 1    | Anton Calenic Haralambie Ivanov Dimitrie Ivanov Mihai Țurcaș         | Rumänien   | 3:18,0 min |
| 2    | Steinar Amundsen Tore Berger Egil Søby Jan Johansen                  | Norwegen   | 3:19,6 min |
| 3    | Karl-Gustav von Alfthan Heikki Mäkelä Jorma Lehtosalo Ilkka Nummisto | Finnland   | 3:21,1 min |
| 4    | Jean Boudehen Albert Mayer Jean-Pierre Cordebois Claude Picard       | Frankreich | 3:22,6 min |
| 5    | Harry Sørensen Jørgen Andersen Hans-Wiggo Knudsen Steen Lund Hansen  | Dänemark   | 3:23,3 min |
| 6    | Phillip Coles Dennis Green Gordon Jeffery Barry Stuart               | Australien | 3:27,3 min |
| 7    | José Perurena Ángel Villar Gerardo López Pedro Cuesta                | Spanien    | 3:40,4 min |

#### Lauf 2
| Rang | Athleten                                                            | Nation             | Zeit       |
| ---- | ------------------------------------------------------------------- | ------------------ | ---------- |
| 1    | Csaba Giczy István Timár Imre Szöllősi István Csizmadia             | Ungarn             | 3:18,6 min |
| 2    | Mykola Tschuschykow Jurij Stezenko Dmitri Matwejew Georgi Karjuchin | Sowjetunion        | 3:18,9 min |
| 3    | Ewald Janusz Ryszard Marchlik Rafał Piszcz Władysław Zieliński      | Polen              | 3:21,7 min |
| 4    | Bernd Guse Erich Kemnitz Jochen Schneider Erich Suhrbier            | BR Deutschland     | 3:23,8 min |
| 5    | Antonius Geurts Jan Wittenberg Paulus Bunschoten Abram Muusse       | Niederlande        | 3:31,4 min |
| 6    | Lester Cutler Ernst Heincke Mervil Larson John Pickett              | Vereinigte Staaten | 3:31,7 min |

#### Lauf 3
| Rang | Athleten                                                      | Nation         | Zeit       |
| ---- | ------------------------------------------------------------- | -------------- | ---------- |
| 1    | Helmut Hediger Kurt Lindlgruber Günther Pfaff Gerhard Seibold | Österreich     | 3:21,7 min |
| 2    | Joachim Wenzke Uwe Will Erhard Riedrich Klaus-Peter Ebeling   | DDR            | 3:23,5 min |
| 3    | Hans Nilsson Per Larsson Tord Sahlén Åke Sandin               | Schweden       | 3:24,5 min |
| 4    | Alistair Wilson Alan Edwards Michael Mean John Oliver         | Großbritannien | 3:30,5 min |
| 5    | Carlos Graeff Luis Lozano Roberto Heinze Carlos Prendes       | Mexiko         | 3:37,0 min |
| 6    | Arpad Simonyik Wolfgang Ruck Gabor Joo Jean Barre             | Kanada         | 3:39,0 min |

### Hoffnungsläufe
Die ersten drei Boote der Hoffnungsläufe erreichten das Halbfinale.

#### Lauf 1
| Rang | Athleten                                                       | Nation      | Zeit        |
| ---- | -------------------------------------------------------------- | ----------- | ----------- |
| 1    | Antonius Geurts Jan Wittenberg Paulus Bunschoten Abram Muusse  | Niederlande | 3:26,86 min |
| 2    | Jean Boudehen Albert Mayer Jean-Pierre Cordebois Claude Picard | Frankreich  | 3:28,80 min |
| 3    | Phillip Coles Dennis Green Gordon Jeffery Barry Stuart         | Australien  | 3:31,79 min |
| 4    | Carlos Graeff Luis Lozano Roberto Heinze Carlos Prendes        | Mexiko      | 3:36,90 min |
| —    | Arpad Simonyik Wolfgang Ruck Gabor Joo Jean Barre              | Kanada      | DNS         |

#### Lauf 2
| Rang | Athleten                                                            | Nation             | Zeit        |
| ---- | ------------------------------------------------------------------- | ------------------ | ----------- |
| 1    | Alistair Wilson Alan Edwards Michael Mean John Oliver               | Großbritannien     | 3:26,01 min |
| 2    | Bernd Guse Erich Kemnitz Jochen Schneider Erich Suhrbier            | BR Deutschland     | 3:30,58 min |
| 3    | Harry Sørensen Jørgen Andersen Hans-Wiggo Knudsen Steen Lund Hansen | Dänemark           | 3:30,92 min |
| 4    | José Perurena Ángel Villar Gerardo López Pedro Cuesta               | Spanien            | 3:30,93 min |
| 5    | Lester Cutler Ernst Heincke Mervil Larson John Pickett              | Vereinigte Staaten | 3:32,21 min |

### Halbfinalläufe
Die ersten drei Boote der Halbfinals erreichten das Finale.

#### Lauf 1
| Rang | Athleten                                                            | Nation      | Zeit        |
| ---- | ------------------------------------------------------------------- | ----------- | ----------- |
| 1    | Anton Calenic Haralambie Ivanov Dimitrie Ivanov Mihai Țurcaș        | Rumänien    | 3:19,88 min |
| 2    | Hans Nilsson Per Larsson Tord Sahlén Åke Sandin                     | Schweden    | 3:20,18 min |
| 3    | Harry Sørensen Jørgen Andersen Hans-Wiggo Knudsen Steen Lund Hansen | Dänemark    | 3:21,27 min |
| 4    | Antonius Geurts Jan Wittenberg Paulus Bunschoten Abram Muusse       | Niederlande | 3:21,60 min |
| 5    | Mykola Tschuschykow Jurij Stezenko Dmitri Matwejew Georgi Karjuchin | Sowjetunion |             |

#### Lauf 2
| Rang | Athleten                                                             | Nation         | Zeit        |
| ---- | -------------------------------------------------------------------- | -------------- | ----------- |
| 1    | Csaba Giczy István Timár Imre Szöllősi István Csizmadia              | Ungarn         | 3:20,03 min |
| 2    | Karl-Gustav von Alfthan Heikki Mäkelä Jorma Lehtosalo Ilkka Nummisto | Finnland       | 3:21,70 min |
| 3    | Joachim Wenzke Uwe Will Erhard Riedrich Klaus-Peter Ebeling          | DDR            | 3:23,30 min |
| 4    | Phillip Coles Dennis Green Gordon Jeffery Barry Stuart               | Australien     | 3:24,79 min |
| 5    | Alistair Wilson Alan Edwards Michael Mean John Oliver                | Großbritannien | 3:25,48 min |

#### Lauf 3
| Rang | Athleten                                                       | Nation         | Zeit        |
| ---- | -------------------------------------------------------------- | -------------- | ----------- |
| 1    | Steinar Amundsen Tore Berger Egil Søby Jan Johansen            | Norwegen       | 3:18,29 min |
| 2    | Helmut Hediger Kurt Lindlgruber Günther Pfaff Gerhard Seibold  | Österreich     | 3:20,47 min |
| 3    | Ewald Janusz Ryszard Marchlik Rafał Piszcz Władysław Zieliński | Polen          | 3:21,29 min |
| 4    | Jean Boudehen Albert Mayer Jean-Pierre Cordebois Claude Picard | Frankreich     | 3:23,51 min |
| 5    | Bernd Guse Erich Kemnitz Jochen Schneider Erich Suhrbier       | BR Deutschland | 3:26,12 min |

### Finale
| Rang | Athleten                                                             | Nation     | Zeit        |
| ---- | -------------------------------------------------------------------- | ---------- | ----------- |
| 1    | Steinar Amundsen Tore Berger Egil Søby Jan Johansen                  | Norwegen   | 3:14,38 min |
| 2    | Anton Calenic Haralambie Ivanov Dimitrie Ivanov Mihai Țurcaș         | Rumänien   | 3:14,81 min |
| 3    | Csaba Giczy István Timár Imre Szöllősi István Csizmadia              | Ungarn     | 3:15,10 min |
| 4    | Hans Nilsson Per Larsson Tord Sahlén Åke Sandin                      | Schweden   | 3:16,68 min |
| 5    | Karl-Gustav von Alfthan Heikki Mäkelä Jorma Lehtosalo Ilkka Nummisto | Finnland   | 3:17,28 min |
| 6    | Joachim Wenzke Uwe Will Erhard Riedrich Klaus-Peter Ebeling          | DDR        | 3:18,03 min |
| 7    | Helmut Hediger Kurt Lindlgruber Günther Pfaff Gerhard Seibold        | Österreich | 3:18,95 min |
| 8    | Ewald Janusz Ryszard Marchlik Rafał Piszcz Władysław Zieliński       | Polen      | 3:22,10 min |
| 9    | Harry Sørensen Jørgen Andersen Hans-Wiggo Knudsen Steen Lund Hansen  | Dänemark   | 3:25,64 min |

## Weblink
- Ergebnisse